# Кяпаз (футбольный клуб)
ПФК «Кяпаз» (азерб. Kəpəz Peşəkar Futbol Klubu) — азербайджанский профессиональный футбольный клуб из Гянджи. Основан в 1959 году под названием «Текстильщик», и является одним из старейших азербайджанских клубов из ныне действующих. Современное название клуб получил в 1989 году. Домашние игры проводит в Гянджинском центральном стадионе, вмещающий 26,120 зрителей.
На протяжении 32 сезонов (1959—1991) выступал в различных по уровню лигах чемпионата СССР, включая Высшую лигу. Победитель Первенства СССР среди команд Первой лиги 1967 года и Второй лиги 1965 года. С 1992 года команда участвует в чемпионате Азербайджана, где в основном выступала в высшем дивизионе. Трёхкратный чемпион Азербайджана, четырёхкратный обладатель Кубка Азербайджана.

## Названия
- в 1959—1962 годах — «Текстильщик» (Кировабад)
- в 1962—1974 годах — «Динамо» (Кировабад)
- в 1975—1981 годах — «Прогресс» (Кировабад)
- в 1982—1988 годах — «Динамо» (Гянджа)
- в 1989—2005 годах — «Кяпаз» (Гянджа)
- в 2005—2011 годах — «Гянджа» (Гянджа)
- с 2011 года — «Кяпаз» (Гянджа)

## История клуба
Команда дебютировала в чемпионате СССР в 1959 году в классе «Б» 3-й зоны РСФСР под названием «Текстильщик» Кировабад. Затем переименовывалась в «Терегги» (азерб. Tərəqqi — прогресс) и «Тохуджу» (азерб. Toxucu — ткачи, текстильщики). В 1962 году переименовалась в «Динамо Кировабад». В 1965 году футбольный клуб «Динамо Кировабад», выиграв Вторую лигу СССР, вышел в Первую лигу, а через два года в первый и последний раз вышел в Высшую лигу СССР.
В Высшей лиге СССР они сенсационно выиграли у «Динамо Киев», но задержаться в лиге им не удалось,заняв последнее место. Следующий сезон они начали в Первой лиге. В 1989 году команда получила название «Кяпаз» по имени горы, около которой расположен город Гянджа.
Самый успешный период клуба в чемпионате Азербайджана пришёлся на конец 1990-х. Клуб 3 раза становился чемпионом и четырежды обладателем кубка. В феврале 2005 года «Кяпаз» сменил название на «Гянджа». Таким образом президент и руководство клуба решили прославить название второго по величине города Азербайджана. Но в 2011 году команда вернула себе старое название «Кяпаз». По итогам сезона 2017/18 «Кяпаз» покинул Премьер-лигу. В 2022 году «Кяпазу» было предоставлено место в Премьер-лиге (в первом дивизионе 2022/23 играет «Кяпаз II»).

## Достижения

### СССР
- Первая лига СССР
  - Чемпион: 1967
- Вторая лига СССР
  - Чемпион: 1965
  - Серебряный призёр: 1986
  - Бронзовый призёр: 1991
- Кубок СССР
  - 1/4 финала: 1962

### Азербайджан
- Чемпионат Азербайджана
  - Чемпион (3): 1994/95, 1997/98, 1998/99
  - Серебряный призёр: 1999/00
  - Бронзовый призёр (2): 1993/94, 1995/96
- Кубок Азербайджана
  - Обладатель (4): 1993/94, 1996/97, 1997/98, 1999/00

#### Юбилейные голы чемпионата Азербайджана
2 сентября 2024 года, в своем 651-м матче, "Кяпяз" забил свой 1000-й гол в чемпионатах Азербайджана. Этот гол был забит в 5-м туре сезона 2024/2025 Азербайджанской Премьер-лиги в матче против "Сабах" на стадионе в Товузе. Автором гола стал Виктор Брага. В том же матче "Кяпяз" также забил свой 1001-й гол, но игра завершилась победой "Сабах" со счетом 2:3. С этим голом "Кяпяз" стал третьей командой в истории чемпионатов Азербайджана, которая забила 1000 и более голов, присоединившись к "Карабаху" и "Нефтчи".

## Выступления в еврокубках
| Сезон   | Турнир                   | Раунд                         | Соперник      | Дома | В гостях | Общий счёт |  |
| ------- | ------------------------ | ----------------------------- | ------------- | ---- | -------- | ---------- |  |
| 1995/96 | Кубок УЕФА               | Предварительный раунд         | Аустрия       | 0:4  | 1:5      | 1:9        |  |
| 1997/98 | Кубок обладателей кубков | Предварительный раунд         | Динабург      | 0:1  | 0:1      | 0:2        |  |
| 1998/99 | Лига чемпионов УЕФА      | Первый квалификационный раунд | ЛКС Лодзь     | 1:3  | 1:4      | 2:7        |  |
| 1999/00 | Лига чемпионов УЕФА      | Первый квалификационный раунд | Слога         | 2:1  | 0:1      | 2:2(г)     |  |
| 2000/01 | Кубок УЕФА               | Предварительный раунд         | Антальяспор   | 0:2  | 0:5      | 0:7        |  |
| 2016/17 | Лига Европы УЕФА         | Первый квалификационный раунд | Дачия         | 0:0  | 1:0      | 1:0        |  |
| 2016/17 | Лига Европы УЕФА         | Второй квалификационный раунд | Адмира Ваккер | 0:2  | 0:1      | 0:3        |  |

## Основной состав
| 1  | Флаг Португалии   | Вр  | Рожерио Сантос     | 1999 |  |  |  |  |  |
| 18 | Флаг Азербайджана | Вр  | Эльгюн Байрамов    | 2003 |  |  |  |  |  |
| 22 | Флаг Азербайджана | Вр  | Маммад Гусейнов    | 1999 |  |  |  |  |  |
|    |                   |     |                    |      |  |  |  |  |  |
| 2  | Флаг Азербайджана | Защ | Илькин Гыртымов    | 1994 |  |  |  |  |  |
| 6  | Флаг Азербайджана | Защ | Немат Мусаев       | 2002 |  |  |  |  |  |
| 12 | Флаг Азербайджана | Защ | Туран Манафов      | 1998 |  |  |  |  |  |
| 17 | Флаг Азербайджана | Защ | Умид Самедов       | 2003 |  |  |  |  |  |
| 29 | Флаг Португалии   | Защ | Диого Вердаска     | 1996 |  |  |  |  |  |
| 78 | Флаг Беларуси     | Защ | Егор Хвалько       | 1997 |  |  |  |  |  |
|    |                   |     |                    |      |  |  |  |  |  |
| 3  | Флаг Мали         | ПЗ  | Махамаду Ба        | 1999 |  |  |  |  |  |
| 7  | Флаг Азербайджана | ПЗ  | Эхтирам Шахвердиев | 1996 |  |  |  |  |  |
| 8  | Флаг Азербайджана | ПЗ  | Эльмир Тагиев      | 2000 |  |  |  |  |  |

| 10 | Флаг Испании      | ПЗ  | Карим Л'Куча      | 2000 |  |  |  |  |  |
| 21 | Флаг Азербайджана | ПЗ  | Джамал Джафаров   | 2002 |  |  |  |  |  |
| 26 | Флаг Анголы       | ПЗ  | Валдемар Алмейда  | 1992 |  |  |  |  |  |
| 28 | Флаг Албании      | ПЗ  | Редон Михана      | 1999 |  |  |  |  |  |
| 70 | Флаг Азербайджана | ПЗ  | Ниджат Сулейманов | 1998 |  |  |  |  |  |
| 80 | Флаг Азербайджана | ПЗ  | Турал Рзаев       | 1993 |  |  |  |  |  |
| 99 | Флаг Азербайджана | ПЗ  | Али Самедов       | 1997 |  |  |  |  |  |
|    |                   |     |                   |      |  |  |  |  |  |
| 9  | Флаг Бразилии     | Нап | Пачу Лира         | 1996 |  |  |  |  |  |
| 15 | Флаг Азербайджана | Нап | Джавад Керимов    | 2004 |  |  |  |  |  |
| 19 | Флаг Мали         | Нап | Лассана Н’Диайе   | 2000 |  |  |  |  |  |

## Главные тренеры
- Тарлан Ахмедов (2022—2023)[8]
- Азер Мамедов (12 июня 2023 — 5 ноября 2023)[8][9]
- Адиль Шукюров (13 ноября 2023 — 29 августа 2024)[10][11]
- Азер Багиров (с 1 сентября 2024)[12]